# Pica-pau-de-testa-branca
Pica-pau-dos-cactos ou pica-pau-de-testa-branca (Melanerpes cactorum) (nome científico: Melanerpes cactorum) é uma espécie de ave pertencente à família dos picídeos. Pode ser encontrado na Bolívia, Brasil, Paraguai e Argentina.